# 神秘Maryo历代记
《神秘Maryo历代记》是自由软件，这个2D平台游戏灵感来自任天堂的《超级马里奥兄弟》系列游戏。Florian Richter（“FluXy”）领导的《神秘Maryo历代记》开发小组维护这个游戏。
它是位于SourceForge的一个项目，开始于 2003年1月。在《超级马里奥兄弟》基础上添加新玩法。《神秘Maryo历代记》是一个OpenGL游戏，独特之处在于使用可缩放图像（适用于各种分辨率），原声音效和内置编辑器，而且不断更新特殊砖块。授权协议是GNU Public License v3.
《神秘Maryo历代记》曾是《APC》评论中第一的开放源代码游戏，也被其他杂志和网站评测过。

## 其他
- 超级马里奥兄弟
- 超级企鹅
- 重要开源游戏列表
- Simple DirectMedia Layer